# União da Vila (Uruguaiana)
União da Vila é uma escola de samba do carnaval de Uruguaiana.

## Carnavais
| Ano  | Colocação | Grupo | Enredo                                                             | Ref.  |
| ---- | --------- | ----- | ------------------------------------------------------------------ | ----- |
| 2007 | 4º lugar  | 2º    | Na mira da paixão... Deixe o Leão-Cupido... Flechar o seu coração! | [ 2 ] |